# Mihaela Ani-Senocico
Mihaela Ani-Senocico (născută Senocico, 14 decembrie 1981 în Bistrița) este o jucătoare profesionistă de handbal din România, fostă componentă a echipei naționale. În prezent, ea evoluează la clubul CS Măgura Cisnădie, pe postul de centru.

## Biografie
Mihaela Senocico a început să joace handbal în timpul orelor de sport la Școala Generală nr.4 din Bistrița iar în clasa a-V-a s-a tranferat la Liceul Sportiv:
„Jucam deseori handbal în ora de sport. ...Mi-a plăcut foarte mult handbalul, aruncam și atunci foarte puternic.”
La un turneu de junioare, a fost remarcată de antrenorul Dinu Cojocaru, iar după un sezon petrecut la RAAL Bistrița, în 2001 ajunge la Uni Ursus Cluj. Cu formația clujeană, Senocico va disputa în sezonul 2002-2003 un sfert de finală și o optime de finală în sezomul următor, ambele în Cupa Challenge. Alături de naționala de tineret, Senocico a participat la Campionatul Mondial ediția 2001 din Ungaria, unde România a ocupat locul cinci. De asemenea, a participat la Campionatului Mondial Universitar din Spania 2002, unde România va câștiga titlul mondial. La Campionatul Mondial ediția 2003 din Croația, a făcut parte din selecționata României, care s-a clasat pe locul zece. A urmat, în 2004, un transfer la echipa daneză Randers HK, unde a fost colegă cu Carmen Amariei si Ionica Munteanu. In decembrie 2004, la Europenele din Ungaria, unde România a ocupat locul al șaptelea, Senocico a acuzat dureri puternice de spate, După un examen RMN, s-a descoperit că suferă de discopatie lombară și are nevoie de trei luni de repaus. Ca urmare a acestei accidentări, la începutul lui 2005 și-a reziliat contractul cu Randers și a revenit în România.
Reîntoarsă la „U” Cluj, Senocico a ocupat în următoarele trei sezoane locul secund în clasamentul marcatoarelor din Liga Națională În ediția 2006-2007 a Cupei Challenge, Senocico împreună cu echipa clujeană au ajuns până în finală, pe care o vor pierde cu sârboaicele de la Naisa Niš, întrucât acestea înscriseseră mai multe goluri în deplasare decât reușise “U” în manșa similară. Participă cu naționala României la Jocuri Olimpice din 2008, desfășurate la Beijing, China, unde România s-a clasat pe locul șapte. În sezonul 2008-2009, fiindcă echipa era amenințată cu retrogradarea, a jucat până în luna a patra de sarcină:
„Echipa era mai slabă atunci. Aveam nevoie de victorii. Mergeam la doctor, la consult, la două săptămâni. Nu mi-a fost teamă. Dacă ți-e frică, atunci ți se întâmplă. Așa am simțit că trebuie să mai joc. Nu sunt nici prima, nici ultima sportivă care joacă în timp ce e însărcinată.”
Sezoanele 2009-2010 și 2010-2011, a cucerit cu „U” Jolidon Cluj titlul de vicecampioană. În mai 2012, a participat împreună cu naționala României la turneul de calificare la Jocurile Olimpice din 2012. A treia medalie de argint obținută în ediția 2011-2012 le rezervă clujencelor o a treia participare la un turneu de calificare și șansa de a se califica în grupele Ligii Campionilor 2012-2013, după ce în precedentele două sezoane formația clujeană nu a reușit calificarea. La turneul organizat la Cluj-Napoca, formația universitară, condusă din teren de Senocico, se califică în grupele Ligii Campionilor, unde, pentru prima dată în istorie, România avea două echipe. Astfel, Mihaela Ani-Senocico și-a îndeplinit un vis:
„Pot spune că într-un final mi s-a îndeplinit și mie visul. Sînt din 2001 la Cluj și aștept de multă vreme acest moment. Orice jucătoare și-ar dori să evolueze măcar o dată în Liga Campionilor.”
Urmează Supercupa României 2013, pierdută în fața lui HCM Baia Mare și un sfert de finală în Cupa EHF 2014. În decembrie 2014, din cauza restanțelor financiare, Senocico părăsește „U” Alexandrion Cluj și semnează un contract pe doi ani cu CSM Cetate Deva. După retrogradarea, la sfârșitul sezonului 2014-2015, a echipei devene, Mihaela Ani-Senocico s-a transferat la HCM Râmnicu Vâlcea. Revine la „U” Cluj, în vara lui 2017, după două sezoane petrecute la HCM Râmnicu Vâlcea, unde a fost și căpitanul echipei. În septembrie 2019, după patru etape din sezonul 2019-2020, Ani-Senocico s-a transferat la CS Măgura Cisnădie.
Consacrată pe postul de centru, Senocico a jucat și extremă stânga ori extremă dreapta:
„Nu mi se pare normal să refuzi un post, trebuie să-ți faci treaba. Și dacă mă pune antrenorul în poartă, încerc să-mi fac treaba. Antrenorul Marcel Șerban m-a folosit ca extremă dreaptă la lotul de junioare. Mi-a spus că, dacă vreau să prind echipa, trebuie să accept sarcina. Nu e așa de greu față de postul de centru. Trebuie să alergi mai mult, să fii prima pe contraatac. În schimb, în apărare nu ai atât de lucru. Am jucat și extremă stângă la Cluj, când pe bancă era domnul Mărginean.”
Mihaela este căsătorită cu fostul handbalist Ioan Ani, antrenor de handbal. Acesta a antrenat printre altele, „U” Alexandrion Cluj și CSM Cetate Deva, formații pentru care Mihaela a evoluat. Soții Ani-Senocico au o fetiță, Alesia, născută în 2009.
Mihaela Ani-Senocico, la „U” Cluj, Cetate Deva și HCM Râmnicu Vâlcea, a purtat pe tricou numărul 25, număr ce reprezintă ziua de naștere a soțului, 25 aprilie 1980. A purtat acest număr din 2005, când a revenit din Danemarca.

## Palmares
- Liga Campionilor:
  - Grupe: 2013
  - Calificări: 2011, 2012

- Cupa Cupelor:
  - Sfertfinalistă: 2008
  - Optimi: 2012
  - Turul 3: 2015

- Cupa EHF:
  - Sfertfinalistă: 2014
  - Grupe: 2020
  - Turul 3: 2011

- Cupa Challenge:
  -  Finalistă: 2007
  - Sfertfinalistă: 2003
  - Optimi: 2004

- Liga Națională: 
  -  Medalie de argint: 2010, 2011, 2012
  -  Medalie de bronz: 2007, 2013

- Cupa României:
  - Semifinalistă: 2007

- Supercupa României:
  -  Finalistă: 2013
  -  Medalie de bronz: 2011

## Distincții individuale
- Cea mai bună marcatoare în Cupa Challenge: 2006-2007[36]
- Căpitanul echipei naționale a României
- Căpitanul echipei „U” Cluj
- Căpitanul echipei HCM Râmnicu Vâlcea

## Statistică goluri și pase de gol
Conform Federației Române de Handbal, Federației Europene de Handbal și Federației Internaționale de Handbal:
| Sezon                                  | Echipă         | Goluri |
| -------------------------------------- | -------------- | ------ |
|                                        |                |        |
| 2012-13                                |                |        |
| „U” Jolidon Cluj                       | 94             |        |
|                                        |                |        |
| 2013-14                                |                |        |
| „U” Jolidon Cluj                       | 202            |        |
|                                        |                |        |
| 2014-15                                |                |        |
| „U” Alexandrion Cluj / CSM Cetate Deva | 92 / 120 (212) |        |
|                                        |                |        |
| 2015-16                                |                |        |
| HCM Râmnicu Vâlcea                     | 161            |        |
|                                        |                |        |
| 2016-17                                |                |        |
| HCM Râmnicu Vâlcea                     | 87             |        |
|                                        |                |        |
| 2017-18                                |                |        |
| „U” Cluj                               | 169            |        |
|                                        |                |        |
| 2018-19                                |                |        |
| „U” Cluj                               | 160            |        |
|                                        |                |        |
| 2019-20                                |                |        |
| „U” Cluj / CS Măgura Cisnădie          | 10 / 69 (79)   |        |

| Sezon              | Echipă | Goluri |
| ------------------ | ------ | ------ |
|                    |        |        |
| 2012-13            |        |        |
| „U” Jolidon Cluj   |        |        |
|                    |        |        |
| 2013-14            |        |        |
| „U” Jolidon Cluj   | 11     |        |
|                    |        |        |
| 2014-15            |        |        |
| CSM Cetate Deva    | 10     |        |
|                    |        |        |
| 2015-16            |        |        |
| HCM Râmnicu Vâlcea | 1      |        |
|                    |        |        |
| 2016-17            |        |        |
| HCM Râmnicu Vâlcea | -      |        |
|                    |        |        |
| 2017-18            |        |        |
| „U” Cluj           | 7      |        |
|                    |        |        |
| 2018-19            |        |        |
| „U” Cluj           | 27     |        |
|                    |        |        |
| 2019-20            |        |        |
| CS Măgura Cisnădie | 1      |        |

| Sezon            | Echipă | Goluri |
| ---------------- | ------ | ------ |
|                  |        |        |
| 2012-13          |        |        |
| „U” Jolidon Cluj | 5      |        |

| Ediția          | Echipă | Goluri | Pase de gol |
| --------------- | ------ | ------ | ----------- |
|                 |        |        |             |
| Ungaria 2001    |        |        |             |
| România tineret |        |        |             |

| Ediția      | Echipă | Goluri | Pase de gol |
| ----------- | ------ | ------ | ----------- |
|             |        |        |             |
| Spania 2002 |        |        |             |
| România     |        |        |             |

| Ediția       | Echipă | Goluri | Pase de gol |
| ------------ | ------ | ------ | ----------- |
|              |        |        |             |
| Ungaria 2004 |        |        |             |
| România      | 4      | 11     |             |

| Ediția       | Echipă | Goluri | Pase de gol |
| ------------ | ------ | ------ | ----------- |
|              |        |        |             |
| Croația 2003 |        |        |             |
| România      | 28     |        |             |

| Ediția       | Echipă | Goluri | Pase de gol |
| ------------ | ------ | ------ | ----------- |
|              |        |        |             |
| Beijing 2008 |        |        |             |
| România      | 5      | -      |             |

| Sezon                | Echipă | Goluri |
| -------------------- | ------ | ------ |
|                      |        |        |
| 2010-11 (Calificări) |        |        |
| „U” Jolidon Cluj     | 11     |        |
|                      |        |        |
| 2011-12 (Calificări) |        |        |
| „U” Jolidon Cluj     | 15     |        |
|                      |        |        |
| 2012-13              |        |        |
| „U” Jolidon Cluj     | 34     |        |

| Sezon                | Echipă | Goluri |
| -------------------- | ------ | ------ |
|                      |        |        |
| 2007-08              |        |        |
| „U” Jolidon Cluj     | 33     |        |
| 2011-12              |        |        |
| „U” Jolidon Cluj     | 23     |        |
|                      |        |        |
| 2014-15              |        |        |
| „U” Alexandrion Cluj | 9      |        |

| Sezon              | Echipă | Goluri |
| ------------------ | ------ | ------ |
|                    |        |        |
| 2010-11            |        |        |
| „U” Jolidon Cluj   | 10     |        |
|                    |        |        |
| 2013-14            |        |        |
| „U” Jolidon Cluj   | 18     |        |
|                    |        |        |
| 2019-20            |        |        |
| CS Măgura Cisnădie | 47     |        |

| Sezon            | Echipă | Goluri |
| ---------------- | ------ | ------ |
|                  |        |        |
| 2002-03          |        |        |
| Uni Ursus Cluj   |        |        |
|                  |        |        |
| 2003-04          |        |        |
| „U” Jolidon Cluj | 28     |        |
|                  |        |        |
| 2006-07          |        |        |
| „U” Jolidon Cluj | 113    |        |